# ジェーン・バークマン
ジェーン・バークマン（英: Jane Barkman、1951年9月20日 - ）は、アメリカ合衆国の競泳選手。
1968年のメキシコシティオリンピックの4×100m自由形リレーで金、200m自由形で銅を獲得し、4年後のミュンヘンオリンピックでも4×100m自由形アメリカ代表の一角を成し金メダルを獲得した。